# Khari Jones
(en) Statistiques sur statscrew
Khari Jones, né le 16 mai 1971, est un joueur et entraîneur américain de football américain et de football canadien. Il jouait à la position de quart-arrière (quarterback en Europe) et a connu une carrière de huit saisons dans la Ligue canadienne de football (LCF), au cours de laquelle il a notamment été choisi joueur par excellence de la ligue en 2001. Il a également joué dans la Arena Football League et la NFL Europa au début de sa carrière. En tant qu'entraîneur, il a passé 13 saisons dans la LCF, dont deux comme entraîneur-chef des Alouettes de Montréal.

## Biographie

### Carrière scolaire et universitaire
Khari Okang Jones nait à Hammond en Indiana, mais déménage à North Highlands en Californie à l'âge de 6 ans. Il joue trois saisons pour les Aggies de l'université de Californie à Davis, qui jouaient alors dans la division II de la NCAA.

### Arena Football et NFL Europa
Après sa carrière universitaire, Jones n'est pas recruté par un club professionnel et après plusieurs démarches est engagé par les Firebirds d'Albany de l'Arena Football League en tant que quarterback substitut. Il joint ensuite, en 1996, les Scottish Claymores de la NFL Europa où il n'est encore que substitut.

### Lions de la Colombie-Britannique
En 1997 Khari Jones se joint aux Lions de la Colombie-Britannique de la Ligue canadienne de football, mais n'est que le troisième quart-arrière et n'entre pas en jeu durant la saison. L'année suivante, il voit un peu d'action, complétant 11 passes sur 18 tentatives, de même en 1999.

### Blue Bombers de Winnipeg
En février 2000 les Lions échangent Jones aux Blue Bombers de Winnipeg, où il a enfin l'occasion de devenir titulaire à la suite d'une blessure à Kerwin Bell (en). Il réussit une excellente saison, terminant au deuxième rang de la ligue pour les passes de touché avec 31. La saison 2001 est encore meilleure alors que Jones mène les quart-arrières de la LCF dans trois catégories : nombre de passes complétées avec 329, nombre de verges gagnées par la passe avec 4 546 et nombre de passes de touché avec 31. Il est récompensé par le titre de joueur par excellence de la ligue, mais échoue à remporter la coupe Grey quand son club est battu en finale par les Stampeders de Calgary.
La saison 2002 de Jones est à l'image des deux précédentes, alors qu'il domine les statistiques des quarts-arrières dans quatre catégories cette fois: passes tentées (620), passes complétées (382), passes de touché (46) et verges gagnées par la passe (5 334). Le titre de joueur par excellence de la ligue lui échappe cependant, allant plutôt à son coéquipier le receveur de passes Milt Stegall. Il est encore titulaire en 2003, puis commence la saison 2004 avec les Blue Bombers, mais est ennuyé par une blessure à l'épaule. Son remplaçant Kevin Glenn (en) donne trois victoires à Winnipeg, et les Bombers peuvent alors se permettre d'échanger Jones aux Stampeders de Calgary à la fin septembre.

### Stampeders de Calgary et Eskimos d'Edmonton
Khari Jones joue les trois derniers matchs de la saison 2004 pour les Stampeders, mais ceux-ci n'en remportent qu'un et libèrent Jones en février 2005. Devenu agent libre, Khari Jones signe un contrat avec les Eskimos d'Edmonton, mais ceux-ci le libèrent avant le début de la saison.

### Tiger-Cats de Hamilton et de nouveau Edmonton
Les Tiger-Cats de Hamilton acquièrent Jones en juillet 2005 comme police d'assurance au poste de quart-arrière, mais celui-ci joue peu et il est libéré par le club avant la fin de la saison. En 2006, les Eskimos d'Edmonton l'engagent de nouveau mais le libèrent avant le début de la saison, comme l'année précédente. Cependant il est aussitôt recruté par le service des sports de CBC Television pour être reporter sur les lignes de côté lors des matchs de la Ligue canadienne de football.

## Carrière d'entraîneur
Khari Jones obtient son premier poste d'entraîneur en 2009 chez les Tiger-Cats de Hamilton comme responsable des quarts-arrières. On lui ajoute la responsabilité de coordonnateur offensif en 2011. En 2012 et 2013 il est entraîneur des quarts-arrières des Roughriders de la Saskatchewan, avec lesquels il remporte la coupe Grey 2013. Il passe ensuite aux Lions de la Colombie-Britannique où il est coordonnateur offensif et en charge des quarts-arrières de 2014 à 2017, sauf en 2015 où il n'est en charge que des receveurs de passes. 
Il se joint en 2018 aux Alouettes de Montréal en tant que coordonnateur offensif et entraîneur des quarts-arrières. Il s'apprête à continuer dans le même rôle l'année suivante quand il est promu entraîneur-chef moins d'une semaine avant le début de la saison régulière, le directeur général Kavis Reed (en) venant de congédier Mike Sherman. Il réussit à faire passer les Alouettes d'une saison de 5 victoires et 13 défaites en 2018 à un respectable 10-8 en 2019. Après la saison annulée en 2020, il est de retour en 2021, mais est congédié après un mauvais départ en 2022.
En décembre 2022 Jones est engagé comme coordonnateur offensif et adjoint à l'entraîneur-chef par le Rouge et Noir d'Ottawa, mais est congédié après seulement une saison.

## Carrière d'acteur
Khari Jones développe un intérêt pour l'art dramatique lors de son passage à l'université de Californie à Davis et joue dans des productions théâtrales quand la saison de football est terminée. Il rencontre sa femme Justine dans les coulisses d'une pièce de théâtre à l'université. Après sa carrière de joueur, il a l'occasion de jouer dans quelques films pour la télévision, notamment Confessions of a Go-Go Girl (en français « Ma vie très privée »). Il joue également au théâtre et tourne des publicités. 

## Vie privée
Khari Jones possède les nationalités canadienne et américaine. Il demeure à Surrey en Colombie-Britannique.

## Trophées et honneurs
- Joueur par excellence de la Ligue canadienne de football : 2001
- Trophée Terry-Evanshen (joueur par excellence de la division Est) : 2001
- Équipe d'étoiles de la Ligue canadienne de football : 2001
- Équipe d'étoiles de la division Est de la LCF : 2001
- Équipe d'étoiles de la division Ouest de la LCF : 2002
- Intronisé au Cal Aggie Athletics Hall of Fame en 2000[1].